# Jo Ramakers
Johannes W.G.M. (Jo) Ramakers (Geleen, 1938) is een Nederlands beeldhouwer.

## Leven en werk
Jo Ramakers stamt uit een familie van steen- en beeldhouwers. Zijn vader, grootvader en overgrootvader werkten in het atelier J.W. Ramakers en Zonen voor kerkelijke beeldhouwkunst in Oud-Geleen, dat door een broer van zijn overgrootvader was opgericht. Het atelier werd in 1941 opgeheven en vader Ramakers ging aan het werk in de mijnen. Ook Jo Ramakers trad, na een technische opleiding, in 1954 in dienst bij de Staatsmijnen. Hij volgde een studie in het nijverheidsonderwijs (1960-1962) en deed een avondstudie aan de hts-lerarenopleiding werktuigbouwkunde. Na het behalen van zijn onderwijsakte in 1967 werd hij docent in het nijverheidsonderwijs. In de jaren zeventig studeerde hij aan de Maastrichtse Stadsacademie bij onder anderen Dries Engelen en Sjra Schoffelen en behaalde de MO-akten handvaardigheid. Vanaf 1978 is Ramakers als zelfstandig beeldhouwer actief. Hij werkt in brons, plexiglas en hars en maakt onder meer kinetische objecten. Hij is lid van de Limburgse Kunstkring.
Ramakers speelde ruim 40 jaar dwarsfluit en piccolo bij de Harmonie St. Cecilia 1866 in Geleen, van 1978 tot 2003 was hij bestuurslid van de harmonie. Hij werd in 2004 benoemd tot ridder in de Orde van Oranje-Nassau.

## Werken (selectie)
- 1985 Samenwerking, Bongerd, Spaubeek.
- 1988 Baeker Pottentaot, Maastrichterlaan, Beek.
- 1988 Samenwerken of Teamwork, Prins Mauritslaan / Wethouder Sangersstraat, Beek.
- 1990 Geluk, gezondheid, geborgenheid, Norbertijnenstraat, Geleen.
- 1991 Syrinx (fluitspeelster), Pieterstraat, Geleen. In 2016 in het Hubertushuis geplaatst.
- 1991 Wachter III (Icarus), Nieuwstraat, Kerkrade.
- 1994 Bloesemknop, Kruisstraat, Deurne
- 1995 Verbondenheid, Swalmen.
- 1995 Wachter I (kluis), Kluis/Meeuwenlaan, Geleen.
- 1999 Ontmoeting I, Vaesrade 58, Vaesrade.
- 2002 Ontmoeting II, Maastrichterlaan / Tyrellsestraat, Vaals.
- 2003 De Aafgebrende Gaaskaetel (oorlogsmonument), Pastoor van Eijsstraat, Geleen.[5]
- ? Optimistic flight, bij sportcentrum De Haamen, Beek.[6] In 2012 gestolen.